# 宿州東駅
```
座標
: 
北緯33度40分38秒
 
東経117度14分45秒

 / 

北緯33.677164度 東経117.245843度

 / 
33.677164; 117.245843
```

宿州東駅（しゅくしゅうひがし-えき）は、中華人民共和国安徽省宿州市埇橋区に位置する中国国鉄上海鉄路局が管轄する京滬高速鉄道の駅である。

## 歴史
- 2011年6月30日 - 開業

## 隣の駅
中国国鉄
京滬高速鉄道
徐州東駅 - 宿州東駅 - 蚌埠南駅